# 厚木市儿童科学馆
厚木市儿童科学馆（日语：厚木市子ども科学館），是位于日本神奈川县厚木市的市立科学馆。2009年7月起，该馆的命名权被神奈川工科大学获得，故该馆正式名称为神奈川工科大学厚木市儿童科学馆。

## 历史
厚木市儿童科学馆于1985年2月1日开馆。

## 设施
- 天文馆
- 展厅